# Ґейр Бакке
Ґейр Бакке, або Гейр Бакке (норв. Geir Bakke, нар. 23 жовтня 1969, Гамар) — норвезький футбольний тренер, колишній футболіст.

## Ігрова кар'єра
Грав у клубах «Стреммен» (Strømmen IF), «Берум» (Bærum SK), «Конгсвінгер» (Kongsvinger), «Стабек» (Stabæk), «Румеріке Фотбалл» (Romerike Fotball), «Волеренга 2» (Vålerenga 2).

## Кар'єра тренера
Тренував у клубах «Мосс», «Стабек», «Крістіансунн», «Молде», «Сарпсборг 08», «Ліллестрем». Із 2023 року головний тренер норвезького клубу «Волеренга».